# شبکه دنا
شبکه دنا، یک شبکه تلویزیونی استانی زیرمجموعه صدا و سیمای کهگیلویه و بویراحمد است که از مرکز یاسوج،  برای سرتاسر استان کهگلیویه و بویراحمد برنامه‌های به زبان‌های لری و فارسی پخش می‌کند.

## تاریخچه
در تاریخ ۲۸ دی ماه ۱۳۸۴ با تلاش و همت کارکنان مرکز و با حضور سید عزت‌الله ضرغامی ریاست وقت سازمان و مسئولین و مقامات محلی فعالیت خود را به‌طور رسمی آغاز کرد. صدا و سیمای مرکز کهگیلویه وبویراحمد با نام کنونی شبکه دنا فعالیت خود را به عنوان دفتر خبری در سال ۱۳۶۱آغاز کرد وتا سال ۱۳۶۵ بیشتر به صورت تهیه و ارسال خبر و گزارش برای شیراز و تهران فعالیت می‌کرد. برنامه‌های تولید صدای مرکز در سال ۱۳۶۵ با شش عنوان برنامه تهیه و پخش می‌شد تا این که در اردیبهشت ماه ۱۳۸۲ صدای استانی شبکه دنا به‌طور رسمی فعالیت خود را آغاز نمود. سیمای مرکز نیز در آستانه سفر پر برکت مقام معظم رهبری به استان در سال ۱۳۷۳ با حضور لاریجانی ریاست وقت سازمان، فعالیت رسمی خود را آغاز کرد. فعالیتهای خوب و چشمگیر همکاران سیما باعث شد در سال ۱۳۸۴با حضور ضرغامی ریاست محترم وقت سازمان، سیمای استانی دنا فعالیت خود را گسترش دهد. از تاریخ ۲۷ دی ۱۳۸۵ شبکه استانی دنا به‌صورت آپ لینگ پخش می‌شود، از تاریخ ۲ مرداد ۱۳۸۷ با افتتاح وب سایت مرکز امکان دریافت پخش زنده اینترنتی در سراسر جهان فراهم شد. در تاریخ ۴ تیر ۱۳۹۰ سیمای استانی دنا ۲۰ ساعته و از ۲۳ فروردین ۱۳۹۱ به‌صورت ۲۴ ساعته برنامه پخش می‌کند.

## برنامه ها
شبکه دنا در هر شبانه روز سه بخش خبری به زبان فارسی در ساعت‌های مختلف پخش می‌کند.
این شبکه یکی از شبکه‌های فعال استانی در زمینه تولید و پخش برنامه‌های محلی محسوب می‌شود که ازجمله آنها می تون به برنامه‌های شویل دنا ، مسابقه رچ ، صبح دنا و... نام برد.
از مجریان و گویندگان شبکه دنا می‌توان به 
حمیدرضا رحمت پور، شیوا رضایی زاده،  محمد صادق آزادی، فریبرز علیزاده مهدی عادل زاده، میلاد عبدیان، محمد حقگو، آمنه رضایی زاده، الهام محمدی و فرهاد مصباح اشاره کرد. 
- اخبار استان (زنده)
- شویل دنا (زنده)
- صبح دنا (زنده)
- در استان (زنده)
- بی تعارف (زنده)
- ۳۶۰ درجه (زنده)
- بهون مهر (زنده)
- خانه مهر (زنده)*
- شادی خانه (زنده)
- نبض سلامت (زنده)*
- مشاور شما (زنده)
- نسیم بهشت (زنده)
- گفتگو (زنده)
- نگاه روز (زنده)*
- ماه من (زنده) ویژه ماه رمضان
- گزارش روز
- زیر باران
- فیلم سینمایی باجناق ها
- فیلم سینمایی تپه آدم برفی
- سریال زیر درختان بلوط
- مسابقه باوینه
- مسابقه رچ

پخش برنامه خانه مهر به پایان رسیده و فصل جدید این مجموعه با نام بهون مهر به آنتن شبکه دنا رفته است.
پخش برنامه نگاه روز به پایان رسیده و فصل جدید این مجموعه با نام گفتگو بر روی آنتن شبکه دنا رفته است.
قسمت آخر برنامه نبض سلامت ۲۳ اسفند ماه سال ۱۴۰۱ پخش شد و قسمت دیگری در سال ۱۴۰۲ پخش نشد.

## در ماهواره
شبکه استانی بر روی ماهواره عربست "بدر 5" Frequency 12322 SR 27500 5.3 FEC 3/4 POL. H با فرکانس فوق شبکه استانی فارس را هم دریافت خواهید کرد.